# A Man on the Road/Dream
A Man on The Road/Dream è l'unico singolo mai pubblicato dal gruppo hard rock Pulsar, quale vede un giovanissimo Pino Scotto esordire come frontman.

## Il disco
Il 45 giri è stato composto e prodotto da Pino Scotto e Franco Ammaturo.

## Tracce
1. A Man on The Road
2. Dream